# Amfiteatre romà de Cartago
L'amfiteatre romà de Cartago fou una construcció monumental romana a la ciutat de Cartago va ser refundat pels romans a finals del segle i aC per Juli Cèsar i es va convertir en la capital de l'Àfrica Proconsular.
A l'amfiteatre, situat al turo de Birsa, fou fundat al mateix temps que la ciutat, es feien les lluites de gladiadors i altres celebracions romanes. Avui és un jaciment arqueològic.
L'amfiteatre es troba a escala del sòl a la perifèria de Cartago, i és de mides similars a l'amfiteatre d'El Djem, que està molt millor conservat. Era de forma circular i mesurava 120 x 93 metres, i l'arena feia 64 x 36 metres, i en total 156 x 128 metres. Fou ampliat a finals del segle ii o començaments del segle iii i va arribar a tenir una capacitat de 41.000 espectadors.